# Hilde Kuiper
Hilde Kuiper (Tilburg, 22 mei 1970) is een Nederlandse presentatrice, vooral bekend van Hart van Nederland en het Shownieuws van SBS6.
Na haar studie ontwikkelingspsychologie aan de Universiteit van Utrecht en een jaar onderzoek aan de Vrije Universiteit Amsterdam ging zij aan de slag bij de Stadsomroep Utrecht. Daarna werkte ze onder andere bij John Kraakman Producties, René Stokvis Producties en IdtV. In 2002 keerde zij terug bij de Utrechtse televisieomroep, inmiddels RTV Utrecht geheten, waar zij eerst redacteur/verslaggever op de nieuwsredactie was en daarna presentatrice van onder andere het regionieuws, U Vandaag en Utrecht Centraal. Daarna werkte Kuiper tot 2008 als presentatrice van Hart van Nederland en Shownieuws van SBS6.
Hilde Kuiper woont samen en heeft twee kinderen.